# Eglė Staišiūnaitė
Eglė Staišiūnaitė (Panevėžys, 30 settembre 1988) è un'ostacolista lituana.
Specializzata nei 400 metri ostacoli, ha rappresentato la Lituania ai Giochi olimpici di Londra 2012.

## Palmarès
| Anno | Manifestazione    | Sede     | Evento   | Risultato  | Prestazione | Note                          |
| ---- | ----------------- | -------- | -------- | ---------- | ----------- | ----------------------------- |
| 2009 | Europei under 23  | Kaunas   | 400 m hs | Batteria   | 60"32       |                               |
| 2012 | Europei           | Helsinki | 400 m hs | Semifinale | 58"76       |                               |
| 2012 | Giochi olimpici   | Londra   | 400 m hs | Batteria   | 57"79       |                               |
| 2013 | Europei a squadre | Kaunas   | 400 m hs | Oro        | 57"75       |                               |
| 2013 | Universiadi       | Kazan'   | 400 m hs | Batteria   | 59"99       |                               |
| 2014 | Europei a squadre | Tallinn  | 400 m hs | Bronzo     | 57"93       |                               |
| 2014 | Europei a squadre | Tallinn  | 4x400 m  | Argento    | 3'33"57     |                               |
| 2014 | Europei           | Zurigo   | 400 m hs | Semifinale | 56"39       | Miglior prestazione personale |
| 2014 | Europei           | Zurigo   | 4x400 m  | Batteria   | 3'36"25     |                               |
| 2015 | Mondiali          | Pechino  | 400 m hs | Semifinale | 56"48       |                               |